# أسل جبال روكي
أسل جبال روكي (الاسم العلمي: Juncus saximontanus) نوع نباتي يتبع جنس الأسل وينتمي إلى الفصيلة الأسلية.